# Dusona petiolatoides
Dusona petiolatoides là một loài tò vò trong họ Ichneumonidae.